# Liste der Nummer-eins-Hits in Polen (2019)
Dies ist eine Liste der Nummer-eins-Hits in Polen im Jahr 2019. Sie basiert auf den offiziellen Airplay Top 100 und den Album Top 50, die im Auftrag des polnischen Związek Producentów Audio-Video erstellt werden.

## Singles
| ← 2018 ← | Liste der Nummer-eins-Hits in Polen | Liste der Nummer-eins-Hits in Polen       | Liste der Nummer-eins-Hits in Polen | 2020 → |
| \| Zeitraum \| Wo. ges. \| Interpret \| Titel Autor(en) \| Zusätzliche Informationen \| \| (Zeitraum, Wochen auf Platz eins, Interpret, Titel, Autor[en], zusätzliche Informationen) \| \| \| \| \| \| ----------------------------------------------------------------------------------------- \| -------- \| ----------------------------------------- \| ------------------------------------------------------------------------------------------------------------------------------------------------------------------------------------------------------------------------------------------------------------ \| -------------------------------------------------------------------------------------------------------------------------------------------------------------------------------------------------------------------------------------------------------------------------- \| \| 22. Dezember 2018 – 4. Januar 2019 2 Wochen \| 2 \| Paweł Domagała \| Wystarczę ja Paweł Domagała, Łukasz Borowiecki \| – \| \| 5. Januar 2019 – 18. Januar 2019 2 Wochen (insgesamt 3) \| 3 \| Panic at the Disco \| High Hopes Tayla Parx, Samuel Hollander, Jonas Jeberg, Ilsey Juber, Lauren Pritchard, William Ernest Lobban Bean, Jake Sinclair, Brendon Boyd Urie, Jenny Owen Youngs \| – \| \| 19. Januar 2019 – 25. Januar 2019 1 Woche \| 1 \| Ava Max \| Sweet but Psycho Andreas Haukeland, Amanda Ava Koci, William Ernest Lobban Bean, Madison Emko Love, Henry Russell Walter \| – \| \| 26. Januar 2019 – 8. Februar 2019 2 Wochen \| 2 \| Don Diablo feat. Emeli Sandé & Gucci Mane \| Survive Radric Delantic Davis, Don Pepijn Schipper, Emeli Sandé \| Für den niederländischen DJ, der außerhalb seiner Heimat zumindest kommerziell bislang wenig erfolgreich war, ist Platz 1 in Polen der größte internationale Charterfolg. \| \| 9. Februar 2019 – 15. Februar 2019 1 Woche \| 1 \| Marcin Sójka \| Zaskakuj mnie Michał Pietrzak, Juliusz Kamil, Marcin Sójka \| Der Sänger aus Siedlce gewann Ende 2018 The Voice of Poland.[1] \| \| 16. Februar 2019 – 29. März 2019 6 Wochen (insgesamt 7) \| 7 \| Drenchill feat. Indiiana \| Freed from Desire Filippo Andrea Carmeni, Gala Rizzatto, Maurizio Molella \| Der Hit der Italienerin Gala aus dem Jahr 1996 wurde durch englische Fangesänge als Will Grigg’s on Fire zum zweiten Mal zum Hit. Ein portugiesischer DJ und eine niederländische Sängerin machen erneut einen Erfolg daraus, zumindest in Polen. \| \| 30. März 2019 – 5. April 2019 1 Woche \| 1 \| Smith & Thell feat. Swedish Jam Factory \| Forgive Me Friend Victor Thell, Maria Jane Smith \| Selbst in der Heimat kam das schwedische Popduo nur auf Platz 7, in Polen schaffen sie es auf Platz 1 bei den Radio- und Fernsehsendern. \| \| 6. April 2019 – 12. April 2019 1 Woche (insgesamt 7) \| 7 \| Drenchill feat. Indiiana \| Freed from Desire Filippo Andrea Carmeni, Gala Rizzatto, Maurizio Molella \| – \| \| 13. April 2019 – 26. April 2019 2 Wochen \| 2 \| Filatov & Karas \| Au au Stevie Appleton, Dmitrij Sergeevich Filatov, Aleksey Osokin \| Bereits zum dritten Mal steht das russische DJ-Duo auf Platz 1 in Polen. \| \| 27. April 2019 – 31. Mai 2019 5 Wochen \| 5 \| Ava Max \| So Am I Gigi Grombacher, Amanda Ava Koci, Charlie Otto Puth Jr., Roland Max Spreckley, Maria Jane Smith, Victor Thell, Henry Russell Walter \| Die Nachfolgesingle des Welthits Sweet but Psycho schaffte es nur in Polen wieder auf Platz 1, aber auch das Duo Smith & Thell hatte als Songwriter den zweiten Nummer-eins-Hit des Jahres. \| \| 1. Juni 2019 – 14. Juni 2019 2 Wochen \| 2 \| Dynoro & Ina Wroldsen \| Obsessed Edvinas Pechovskis, Ina Christine Wroldsen, Edvard Førre Erfjord \| Im Jahr zuvor ist Dynoro bereits mit Gigi D’Agostino auf Platz 1 in Polen gewesen. \| \| 15. Juni 2019 – 5. Juli 2019 3 Wochen (insgesamt 7) \| 7 \| Dawid Podsiadło \| Trofea Dawid Podsiadło, Bartosz Dziedzic \| – \| \| 6. Juli 2019 – 12. Juli 2019 1 Woche \| 1 \| Cleo \| Za krokiem krok Joanna Klepko, Witold Czamara \| – \| \| 13. Juli 2019 – 9. August 2019 4 Wochen (insgesamt 7) \| 7 \| Dawid Podsiadło \| Trofea Dawid Podsiadło, Bartosz Dziedzic \| – \| \| 10. August 2019 – 13. September 2019 5 Wochen \| 5 \| Shawn Mendes & Camila Cabello \| Señorita Andrew Wotman, Charlotte Emma Aitchison, Camila Cabello, Magnus Hoiberg, Benjamin Joseph Levin, Shawn Mendes, Jack Patterson \| – \| \| 14. September 2019 – 20. September 2019 1 Woche \| 1 \| Jubël \| On the Beach Chris Rea \| Mit der Neuaufnahme des Chris-Rea-Songs aus dem Sommer 1986 hat das Elektroduo aus Schweden einen Radiohit, der neben Polen auch in Finnland Platz 1 der Radiocharts einnimmt.[2][3] \| \| 21. September 2019 – 18. Oktober 2019 4 Wochen \| 4 \| Daria Zawiałow \| Hej Hej! Bogdan Kondracki, Daria Zawiałow \| – \| \| 19. Oktober 2019 – 1. November 2019 2 Wochen (insgesamt 3) \| 3 \| Dawid Podsiadło \| Najnowszy klip Dawid Podsiadło, Bartosz Dziedzic \| – \| \| 2. November 2019 – 8. November 2019 1 Woche \| 1 \| Tones and I \| Dance Monkey Toni Watson \| – \| \| 9. November 2019 – 15. November 2019 1 Woche \| 1 \| Baranovski \| Czułe miejsce Wojciech Baranowski \| Wojtek Baranowski war lange Musiker in der Band Xxanaxx und hatte 2014 an The Voice of Poland teilgenommen. Sein Debütalbum erreichte Ende Oktober nur Platz 22, aber mit der Single erreicht er erstmals Platz 1. \| \| 16. November 2019 – 22. November 2019 1 Woche (insgesamt 3) \| 3 \| Dawid Podsiadło \| Najnowszy klip Dawid Podsiadło, Bartosz Dziedzic \| – \| \| 23. November 2019 – 13. Dezember 2019 3 Wochen \| 3 \| Nea \| Some Say Alexsej Vlasenko, Bryn Christopher, Henrik Meinke, Jeremy Chacon, Jonas Kalisch, Linnea Södahl, Vincent Kottkamp \| Bekannt wurde die Schwedin Linnea Södahl als Songwriterin u. a. für Zara Larsson,[4] mit ihrer ersten eigenen Single ist sie in Polen viel erfolgreicher als in ihrer Heimat, wo sie nur Platz 12 erreicht. \| \| 14. Dezember 2019 – 20. Dezember 2019 1 Woche \| 1 \| Viki Gabor \| Superhero Małgorzata Uściłowska, Patryk Kumór, Dominic Buczkowski-Wojtaszek \| Mit diesem Lied gewann die Finalistin von The Voice Kids den Junior Eurovision Song Contest 2019 in Gliwice. Es ist der zweite Sieg für Polen hintereinander. Der letztjährige Siegertitel Anyone I Want To Be von Roksana Węgiel schaffte es noch auf Platz 4 der Charts. \| \| 21. Dezember 2019 – 10. Januar 2019 3 Wochen \| 3 \| Camila Cabello \| Liar Jenny Cecilia Berggren, Malin Sofia Katarina Berggren, Ulf Gunnar Ekberg, Jonas Petter Berggren, Jonathan David Bellion, Karla Camila Cabello, Jordan Kendall Johnson, Stefan Adam Johnson, Lionel B. Richie Jr., Alexandra Leah Tamposi, Andrew Wotman \| – \| |                                     |                                           | | |
| ← 2018 |                                     |                                           | | → 2020 → |
| Zeitraum | Wo. ges.                            | Interpret                                 | Titel Autor(en) | Zusätzliche Informationen |
| (Zeitraum, Wochen auf Platz eins, Interpret, Titel, Autor[en], zusätzliche Informationen) |                                     |                                           | | |
| 22. Dezember 2018 – 4. Januar 2019 2 Wochen | 2                                   | Paweł Domagała                            | Wystarczę ja Paweł Domagała, Łukasz Borowiecki | – |
| 5. Januar 2019 – 18. Januar 2019 2 Wochen (insgesamt 3) | 3                                   | Panic at the Disco                        | High Hopes Tayla Parx, Samuel Hollander, Jonas Jeberg, Ilsey Juber, Lauren Pritchard, William Ernest Lobban Bean, Jake Sinclair, Brendon Boyd Urie, Jenny Owen Youngs                                                                                        | – |
| 19. Januar 2019 – 25. Januar 2019 1 Woche | 1                                   | Ava Max                                   | Sweet but Psycho Andreas Haukeland, Amanda Ava Koci, William Ernest Lobban Bean, Madison Emko Love, Henry Russell Walter | – |
| 26. Januar 2019 – 8. Februar 2019 2 Wochen | 2                                   | Don Diablo feat. Emeli Sandé & Gucci Mane | Survive Radric Delantic Davis, Don Pepijn Schipper, Emeli Sandé | Für den niederländischen DJ, der außerhalb seiner Heimat zumindest kommerziell bislang wenig erfolgreich war, ist Platz 1 in Polen der größte internationale Charterfolg.                                                                                                  |
| 9. Februar 2019 – 15. Februar 2019 1 Woche | 1                                   | Marcin Sójka                              | Zaskakuj mnie Michał Pietrzak, Juliusz Kamil, Marcin Sójka | Der Sänger aus Siedlce gewann Ende 2018 The Voice of Poland. |
| 16. Februar 2019 – 29. März 2019 6 Wochen (insgesamt 7) | 7                                   | Drenchill feat. Indiiana                  | Freed from Desire Filippo Andrea Carmeni, Gala Rizzatto, Maurizio Molella | Der Hit der Italienerin Gala aus dem Jahr 1996 wurde durch englische Fangesänge als Will Grigg’s on Fire zum zweiten Mal zum Hit. Ein portugiesischer DJ und eine niederländische Sängerin machen erneut einen Erfolg daraus, zumindest in Polen.                          |
| 30. März 2019 – 5. April 2019 1 Woche | 1                                   | Smith & Thell feat. Swedish Jam Factory   | Forgive Me Friend Victor Thell, Maria Jane Smith | Selbst in der Heimat kam das schwedische Popduo nur auf Platz 7, in Polen schaffen sie es auf Platz 1 bei den Radio- und Fernsehsendern. |
| 6. April 2019 – 12. April 2019 1 Woche (insgesamt 7) | 7                                   | Drenchill feat. Indiiana                  | Freed from Desire Filippo Andrea Carmeni, Gala Rizzatto, Maurizio Molella | – |
| 13. April 2019 – 26. April 2019 2 Wochen | 2                                   | Filatov & Karas                           | Au au Stevie Appleton, Dmitrij Sergeevich Filatov, Aleksey Osokin | Bereits zum dritten Mal steht das russische DJ-Duo auf Platz 1 in Polen. |
| 27. April 2019 – 31. Mai 2019 5 Wochen | 5                                   | Ava Max                                   | So Am I Gigi Grombacher, Amanda Ava Koci, Charlie Otto Puth Jr., Roland Max Spreckley, Maria Jane Smith, Victor Thell, Henry Russell Walter | Die Nachfolgesingle des Welthits Sweet but Psycho schaffte es nur in Polen wieder auf Platz 1, aber auch das Duo Smith & Thell hatte als Songwriter den zweiten Nummer-eins-Hit des Jahres.                                                                                |
| 1. Juni 2019 – 14. Juni 2019 2 Wochen | 2                                   | Dynoro & Ina Wroldsen                     | Obsessed Edvinas Pechovskis, Ina Christine Wroldsen, Edvard Førre Erfjord | Im Jahr zuvor ist Dynoro bereits mit Gigi D’Agostino auf Platz 1 in Polen gewesen. |
| 15. Juni 2019 – 5. Juli 2019 3 Wochen (insgesamt 7) | 7                                   | Dawid Podsiadło                           | Trofea Dawid Podsiadło, Bartosz Dziedzic | – |
| 6. Juli 2019 – 12. Juli 2019 1 Woche | 1                                   | Cleo                                      | Za krokiem krok Joanna Klepko, Witold Czamara | – |
| 13. Juli 2019 – 9. August 2019 4 Wochen (insgesamt 7) | 7                                   | Dawid Podsiadło                           | Trofea Dawid Podsiadło, Bartosz Dziedzic | – |
| 10. August 2019 – 13. September 2019 5 Wochen | 5                                   | Shawn Mendes & Camila Cabello             | Señorita Andrew Wotman, Charlotte Emma Aitchison, Camila Cabello, Magnus Hoiberg, Benjamin Joseph Levin, Shawn Mendes, Jack Patterson | – |
| 14. September 2019 – 20. September 2019 1 Woche | 1                                   | Jubël                                     | On the Beach Chris Rea | Mit der Neuaufnahme des Chris-Rea-Songs aus dem Sommer 1986 hat das Elektroduo aus Schweden einen Radiohit, der neben Polen auch in Finnland Platz 1 der Radiocharts einnimmt.                                                                                             |
| 21. September 2019 – 18. Oktober 2019 4 Wochen | 4                                   | Daria Zawiałow                            | Hej Hej! Bogdan Kondracki, Daria Zawiałow | – |
| 19. Oktober 2019 – 1. November 2019 2 Wochen (insgesamt 3) | 3                                   | Dawid Podsiadło                           | Najnowszy klip Dawid Podsiadło, Bartosz Dziedzic | – |
| 2. November 2019 – 8. November 2019 1 Woche | 1                                   | Tones and I                               | Dance Monkey Toni Watson | – |
| 9. November 2019 – 15. November 2019 1 Woche | 1                                   | Baranovski                                | Czułe miejsce Wojciech Baranowski | Wojtek Baranowski war lange Musiker in der Band Xxanaxx und hatte 2014 an The Voice of Poland teilgenommen. Sein Debütalbum erreichte Ende Oktober nur Platz 22, aber mit der Single erreicht er erstmals Platz 1.                                                         |
| 16. November 2019 – 22. November 2019 1 Woche (insgesamt 3) | 3                                   | Dawid Podsiadło                           | Najnowszy klip Dawid Podsiadło, Bartosz Dziedzic | – |
| 23. November 2019 – 13. Dezember 2019 3 Wochen | 3                                   | Nea                                       | Some Say Alexsej Vlasenko, Bryn Christopher, Henrik Meinke, Jeremy Chacon, Jonas Kalisch, Linnea Södahl, Vincent Kottkamp | Bekannt wurde die Schwedin Linnea Södahl als Songwriterin u. a. für Zara Larsson, mit ihrer ersten eigenen Single ist sie in Polen viel erfolgreicher als in ihrer Heimat, wo sie nur Platz 12 erreicht.                                                                   |
| 14. Dezember 2019 – 20. Dezember 2019 1 Woche | 1                                   | Viki Gabor                                | Superhero Małgorzata Uściłowska, Patryk Kumór, Dominic Buczkowski-Wojtaszek | Mit diesem Lied gewann die Finalistin von The Voice Kids den Junior Eurovision Song Contest 2019 in Gliwice. Es ist der zweite Sieg für Polen hintereinander. Der letztjährige Siegertitel Anyone I Want To Be von Roksana Węgiel schaffte es noch auf Platz 4 der Charts. |
| 21. Dezember 2019 – 10. Januar 2019 3 Wochen | 3                                   | Camila Cabello                            | Liar Jenny Cecilia Berggren, Malin Sofia Katarina Berggren, Ulf Gunnar Ekberg, Jonas Petter Berggren, Jonathan David Bellion, Karla Camila Cabello, Jordan Kendall Johnson, Stefan Adam Johnson, Lionel B. Richie Jr., Alexandra Leah Tamposi, Andrew Wotman | – |

## Alben
| ← 2018 ← | Liste der Nummer-eins-Hits in Polen | Liste der Nummer-eins-Hits in Polen | Liste der Nummer-eins-Hits in Polen                     | 2020 → |
| \| Zeitraum \| Wo. ges. \| Interpret \| Titel \| Zusätzliche Informationen \| \| (Zeitraum, Wochen auf Platz eins, Interpret, Titel, zusätzliche Informationen) \| \| \| \| \| \| ------------------------------------------------------------------------------ \| -------- \| -------------------------- \| ------------------------------------------------------- \| ------------------------------------------------------------------------------------------------------------------------------------------------------------------------------------------------------------------------------ \| \| 28. Dezember 2018 – 3. Januar 2019 1 Woche \| 1 \| (Verschiedene Interpreten) \| The Best of 2018 \| – \| \| 4. Januar 2019 – 10. Januar 2019 1 Woche \| 1 \| Queen \| The Platinum Collection: Greatest Hits I, II & III \| In vielen Ländern war nach Erscheinen der Freddie-Mercury-Filmbiografie der Soundtrack vorne in den Charts, in Polen erreicht aber die Greatest-Hits-Sammlung von 2000 Platz 1. \| \| 11. Januar 2019 – 17. Januar 2019 1 Woche \| 1 \| Nocny Kochanek \| Randka w ciemność \| – \| \| 18. Januar 2019 – 24. Januar 2019 1 Woche \| 1 \| (Verschiedene Interpreten) \| Siesta XIV – prezentuje Marcin Kydryński \| Bereits zum fünften Mal schafft es ein Weltmusik-Sampler der Siesta-Reihe auf Platz 1 in Polen. Marcin Kydryński präsentiert die zugehörige Sendung seit 2001 bei Radio Trójka. \| \| 25. Januar 2019 – 31. Januar 2019 1 Woche (insgesamt 2) \| 2 \| (Soundtrack) \| A Star Is Born \| Lady Gaga und der Regisseur Bradley Cooper stecken hinter diesem Musikfilm, der Soundtrack erreichte in vielen Ländern Platz 1, in den meisten davon aber bereits 2018. \| \| 1. Februar 2019 – 7. Februar 2019 1 Woche \| 1 \| (Verschiedene Interpreten) \| Smooth Jazz Cafe 18 \| Zum zweiten Mal in Folge und zum vierten Mal insgesamt steht ein Album der Compilation-Reihe an der Chartspitze. \| \| 8. Februar 2019 – 14. Februar 2019 1 Woche (insgesamt 2) \| 2 \| (Soundtrack) \| A Star Is Born \| – \| \| 15. Februar 2019 – 21. Februar 2019 1 Woche \| 1 \| Sokół \| Wojtek Sokół \| In seiner Zeit mit Marysia Starosta hatte er 2013 schon einmal ein Nummer-eins-Album, diesmal ist der Rapper aus Warschau alleine an der Chartspitze. \| \| 22. Februar 2019 – 28. Februar 2019 1 Woche \| 1 \| O.S.T.R. \| Instrukcja obsługi świrów \| Zum 8. Mal seit 2008 belegt der Rapper Platz 1 der Albumcharts. \| \| 1. März 2019 – 14. März 2019 2 Wochen \| 2 \| Pro8l3m \| Widmo \| Das Hip-Hop-Duo aus Warschau hatte im Vorjahr schon ein Mixtape auf Platz 1 und wiederholt die Topplatzierung jetzt mit einem regulären Album. \| \| 15. März 2019 – 21. März 2019 1 Woche \| 1 \| Jan-rapowanie & Nocny \| Plansze \| Wieder zwei Rapper auf Platz 1, diesmal mit ihrem gemeinsamen Debüt. \| \| 22. März 2019 – 28. März 2019 1 Woche \| 1 \| W.E.N.A. \| Montana Max \| Drei Top-10-Alben hatte der Warschauer Rapper schon, mit seinem sechsten Studioalbum erreicht er erstmals die Chartspitze. \| \| 29. März 2019 – 4. April 2019 1 Woche \| 1 \| Donguralesko & Mateo \| Miłość, Szmaragd i Krokodyl \| – \| \| 5. April 2019 – 18. April 2019 2 Wochen \| 2 \| Leonard Cohen \| The Essential Leonard Cohen \| – \| \| 19. April 2019 – 2. Mai 2019 2 Wochen \| 2 \| Andrea Bocelli \| Vivere – The Best Of \| – \| \| 3. Mai 2019 – 9. Mai 2019 1 Woche \| 1 \| Tede & Sir Mich \| Karmagedon \| – \| \| 10. Mai 2019 – 16. Mai 2019 1 Woche \| 1 \| Jano Polska Wersja \| Inna wizja \| – \| \| 17. Mai 2019 – 23. Mai 2019 1 Woche \| 1 \| Rammstein \| Unbetitelt \| – \| \| 24. Mai 2019 – 30. Mai 2019 1 Woche \| 1 \| Zbigniew Wodecki \| Dobrze, że jesteś \| – \| \| 31. Mai 2019 – 6. Juni 2019 1 Woche \| 1 \| Rest & Kafar Dixon 37 \| BSNT – Braci się nie traci \| – \| \| 7. Juni 2019 – 13. Juni 2019 1 Woche \| 1 \| Kali / Magiera \| Chudy Chłopak \| – \| \| 14. Juni 2019 – 27. Juni 2019 2 Wochen \| 2 \| Nosowska \| Poeci polskiej piosenki: Jeśli wiesz co chcę powiedzieć \| – \| \| 28. Juni 2019 – 4. Juli 2019 1 Woche \| 1 \| Małach / Rufuz \| MetRyka \| – \| \| 5. Juli 2019 – 11. Juli 2019 1 Woche \| 1 \| (Verschiedene Interpreten) \| Bravo Hits Lato 2019 \| – \| \| 12. Juli 2019 – 18. Juli 2019 1 Woche \| 1 \| Batushka \| Hospodi \| – \| \| 19. Juli 2019 – 25. Juli 2019 1 Woche \| 1 \| Whitney Houston \| The Essential \| – \| \| 26. Juli 2019 – 1. August 2019 1 Woche \| 1 \| (Verschiedene Interpreten) \| Mój Empik – moja muzyka: Muzyka polska vol. 5 \| – \| \| 2. August 2019 – 8. August 2019 1 Woche \| 1 \| Kartky \| Dom na skraju niczego \| – \| \| 9. August 2019 – 29. August 2019 3 Wochen \| 3 \| Taco Hemingway \| Pocztówka z WWA, lato ’19 \| – \| \| 30. August 2019 – 5. September 2019 1 Woche \| 1 \| Sarius \| Pierwszy dzień po końcu świata \| – \| \| 6. September 2019 – 12. September 2019 1 Woche \| 1 \| Kamerzysta \| Afirmacja \| – \| \| 13. September 2019 – 19. September 2019 1 Woche \| 1 \| Mr. KęKę \| KęKę \| – \| \| 20. September 2019 – 26. September 2019 1 Woche \| 1 \| Peja / Slums Attack \| G.O.A.T. \| – \| \| 27. September 2019 – 3. Oktober 2019 1 Woche \| 1 \| Pezet \| Muzyka współczesna \| – \| \| 4. Oktober 2019 – 10. Oktober 2019 1 Woche \| 1 \| Ero \| Elwis Picasso \| – \| \| 11. Oktober 2019 – 17. Oktober 2019 1 Woche \| 1 \| Shellerini \| Alma mater \| – \| \| 18. Oktober 2019 – 24. Oktober 2019 1 Woche \| 1 \| Krzysztof Komeda \| Muzyka filmowa \| Der Pianist und Filmkomponist war vor allem bekannt für seine Musik zu den Filmen von Roman Polański aus den 1960ern. 50 Jahre nach Komedas Tod erreicht dieser Filmmusiksampler Platz 1. \| \| 25. Oktober 2019 – 14. November 2019 3 Wochen (insgesamt 7) \| 7 \| Dawid Podsiadło \| Małomiasteczkowy \| Bereits im letzten Jahr stand das Album des populären Musikers mehrere Wochen an der Spitze. Nachdem zwei weitere Singleauskopplungen in diesem Jahr Platz 1 erreicht haben, kehrt auch das Album wieder an die Spitze zurück. \| \| 15. November 2019 – 28. November 2019 2 Wochen (insgesamt 4) \| 4 \| (Verschiedene Interpreten) \| Męskie Granie 2019 \| – \| \| 29. November 2019 – 5. Dezember 2019 1 Woche \| 1 \| Bedoes & Lanek \| Opowieści z Doliny Smoków \| Schon seine ersten beiden Alben hatte der Rapper Bedoes in den vergangenen beiden Jahren mit dem Produzenten Kubi auf Platz 1 gebracht. Mit Lanek als neuem Produzenten setzt er jetzt die Serie fort. \| \| 6. Dezember 2019 – 12. Dezember 2019 1 Woche \| 1 \| Chillwagon \| Chillwagon \| – \| \| 13. Dezember 2019 – 26. Dezember 2019 2 Wochen (insgesamt 4) \| 4 \| (Verschiedene Interpreten) \| Męskie Granie 2019 \| – \| \| 27. Dezember 2019 – 2. Januar 2020 1 Woche \| 1 \| Borcrew \| Borcrew Album \| – \| |                                     |                                     |                                                         | |
| ← 2018 |                                     |                                     |                                                         | → 2020 → |
| Zeitraum | Wo. ges.                            | Interpret                           | Titel                                                   | Zusätzliche Informationen |
| (Zeitraum, Wochen auf Platz eins, Interpret, Titel, zusätzliche Informationen) |                                     |                                     |                                                         | |
| 28. Dezember 2018 – 3. Januar 2019 1 Woche | 1                                   | (Verschiedene Interpreten)          | The Best of 2018                                        | – |
| 4. Januar 2019 – 10. Januar 2019 1 Woche | 1                                   | Queen                               | The Platinum Collection: Greatest Hits I, II & III      | In vielen Ländern war nach Erscheinen der Freddie-Mercury-Filmbiografie der Soundtrack vorne in den Charts, in Polen erreicht aber die Greatest-Hits-Sammlung von 2000 Platz 1.                                                |
| 11. Januar 2019 – 17. Januar 2019 1 Woche | 1                                   | Nocny Kochanek                      | Randka w ciemność                                       | – |
| 18. Januar 2019 – 24. Januar 2019 1 Woche | 1                                   | (Verschiedene Interpreten)          | Siesta XIV – prezentuje Marcin Kydryński                | Bereits zum fünften Mal schafft es ein Weltmusik-Sampler der Siesta-Reihe auf Platz 1 in Polen. Marcin Kydryński präsentiert die zugehörige Sendung seit 2001 bei Radio Trójka.                                                |
| 25. Januar 2019 – 31. Januar 2019 1 Woche (insgesamt 2) | 2                                   | (Soundtrack)                        | A Star Is Born                                          | Lady Gaga und der Regisseur Bradley Cooper stecken hinter diesem Musikfilm, der Soundtrack erreichte in vielen Ländern Platz 1, in den meisten davon aber bereits 2018.                                                        |
| 1. Februar 2019 – 7. Februar 2019 1 Woche | 1                                   | (Verschiedene Interpreten)          | Smooth Jazz Cafe 18                                     | Zum zweiten Mal in Folge und zum vierten Mal insgesamt steht ein Album der Compilation-Reihe an der Chartspitze. |
| 8. Februar 2019 – 14. Februar 2019 1 Woche (insgesamt 2) | 2                                   | (Soundtrack)                        | A Star Is Born                                          | – |
| 15. Februar 2019 – 21. Februar 2019 1 Woche | 1                                   | Sokół                               | Wojtek Sokół                                            | In seiner Zeit mit Marysia Starosta hatte er 2013 schon einmal ein Nummer-eins-Album, diesmal ist der Rapper aus Warschau alleine an der Chartspitze.                                                                          |
| 22. Februar 2019 – 28. Februar 2019 1 Woche | 1                                   | O.S.T.R.                            | Instrukcja obsługi świrów                               | Zum 8. Mal seit 2008 belegt der Rapper Platz 1 der Albumcharts. |
| 1. März 2019 – 14. März 2019 2 Wochen | 2                                   | Pro8l3m                             | Widmo                                                   | Das Hip-Hop-Duo aus Warschau hatte im Vorjahr schon ein Mixtape auf Platz 1 und wiederholt die Topplatzierung jetzt mit einem regulären Album.                                                                                 |
| 15. März 2019 – 21. März 2019 1 Woche | 1                                   | Jan-rapowanie & Nocny               | Plansze                                                 | Wieder zwei Rapper auf Platz 1, diesmal mit ihrem gemeinsamen Debüt. |
| 22. März 2019 – 28. März 2019 1 Woche | 1                                   | W.E.N.A.                            | Montana Max                                             | Drei Top-10-Alben hatte der Warschauer Rapper schon, mit seinem sechsten Studioalbum erreicht er erstmals die Chartspitze. |
| 29. März 2019 – 4. April 2019 1 Woche | 1                                   | Donguralesko & Mateo                | Miłość, Szmaragd i Krokodyl                             | – |
| 5. April 2019 – 18. April 2019 2 Wochen | 2                                   | Leonard Cohen                       | The Essential Leonard Cohen                             | – |
| 19. April 2019 – 2. Mai 2019 2 Wochen | 2                                   | Andrea Bocelli                      | Vivere – The Best Of                                    | – |
| 3. Mai 2019 – 9. Mai 2019 1 Woche | 1                                   | Tede & Sir Mich                     | Karmagedon                                              | – |
| 10. Mai 2019 – 16. Mai 2019 1 Woche | 1                                   | Jano Polska Wersja                  | Inna wizja                                              | – |
| 17. Mai 2019 – 23. Mai 2019 1 Woche | 1                                   | Rammstein                           | Unbetitelt                                              | – |
| 24. Mai 2019 – 30. Mai 2019 1 Woche | 1                                   | Zbigniew Wodecki                    | Dobrze, że jesteś                                       | – |
| 31. Mai 2019 – 6. Juni 2019 1 Woche | 1                                   | Rest & Kafar Dixon 37               | BSNT – Braci się nie traci                              | – |
| 7. Juni 2019 – 13. Juni 2019 1 Woche | 1                                   | Kali / Magiera                      | Chudy Chłopak                                           | – |
| 14. Juni 2019 – 27. Juni 2019 2 Wochen | 2                                   | Nosowska                            | Poeci polskiej piosenki: Jeśli wiesz co chcę powiedzieć | – |
| 28. Juni 2019 – 4. Juli 2019 1 Woche | 1                                   | Małach / Rufuz                      | MetRyka                                                 | – |
| 5. Juli 2019 – 11. Juli 2019 1 Woche | 1                                   | (Verschiedene Interpreten)          | Bravo Hits Lato 2019                                    | – |
| 12. Juli 2019 – 18. Juli 2019 1 Woche | 1                                   | Batushka                            | Hospodi                                                 | – |
| 19. Juli 2019 – 25. Juli 2019 1 Woche | 1                                   | Whitney Houston                     | The Essential                                           | – |
| 26. Juli 2019 – 1. August 2019 1 Woche | 1                                   | (Verschiedene Interpreten)          | Mój Empik – moja muzyka: Muzyka polska vol. 5           | – |
| 2. August 2019 – 8. August 2019 1 Woche | 1                                   | Kartky                              | Dom na skraju niczego                                   | – |
| 9. August 2019 – 29. August 2019 3 Wochen | 3                                   | Taco Hemingway                      | Pocztówka z WWA, lato ’19                               | – |
| 30. August 2019 – 5. September 2019 1 Woche | 1                                   | Sarius                              | Pierwszy dzień po końcu świata                          | – |
| 6. September 2019 – 12. September 2019 1 Woche | 1                                   | Kamerzysta                          | Afirmacja                                               | – |
| 13. September 2019 – 19. September 2019 1 Woche | 1                                   | Mr. KęKę                            | KęKę                                                    | – |
| 20. September 2019 – 26. September 2019 1 Woche | 1                                   | Peja / Slums Attack                 | G.O.A.T.                                                | – |
| 27. September 2019 – 3. Oktober 2019 1 Woche | 1                                   | Pezet                               | Muzyka współczesna                                      | – |
| 4. Oktober 2019 – 10. Oktober 2019 1 Woche | 1                                   | Ero                                 | Elwis Picasso                                           | – |
| 11. Oktober 2019 – 17. Oktober 2019 1 Woche | 1                                   | Shellerini                          | Alma mater                                              | – |
| 18. Oktober 2019 – 24. Oktober 2019 1 Woche | 1                                   | Krzysztof Komeda                    | Muzyka filmowa                                          | Der Pianist und Filmkomponist war vor allem bekannt für seine Musik zu den Filmen von Roman Polański aus den 1960ern. 50 Jahre nach Komedas Tod erreicht dieser Filmmusiksampler Platz 1.                                      |
| 25. Oktober 2019 – 14. November 2019 3 Wochen (insgesamt 7) | 7                                   | Dawid Podsiadło                     | Małomiasteczkowy                                        | Bereits im letzten Jahr stand das Album des populären Musikers mehrere Wochen an der Spitze. Nachdem zwei weitere Singleauskopplungen in diesem Jahr Platz 1 erreicht haben, kehrt auch das Album wieder an die Spitze zurück. |
| 15. November 2019 – 28. November 2019 2 Wochen (insgesamt 4) | 4                                   | (Verschiedene Interpreten)          | Męskie Granie 2019                                      | – |
| 29. November 2019 – 5. Dezember 2019 1 Woche | 1                                   | Bedoes & Lanek                      | Opowieści z Doliny Smoków                               | Schon seine ersten beiden Alben hatte der Rapper Bedoes in den vergangenen beiden Jahren mit dem Produzenten Kubi auf Platz 1 gebracht. Mit Lanek als neuem Produzenten setzt er jetzt die Serie fort.                         |
| 6. Dezember 2019 – 12. Dezember 2019 1 Woche | 1                                   | Chillwagon                          | Chillwagon                                              | – |
| 13. Dezember 2019 – 26. Dezember 2019 2 Wochen (insgesamt 4) | 4                                   | (Verschiedene Interpreten)          | Męskie Granie 2019                                      | – |
| 27. Dezember 2019 – 2. Januar 2020 1 Woche | 1                                   | Borcrew                             | Borcrew Album                                           | – |